# Le Bô
Le Bô är en kommun i departementet Calvados i regionen Normandie i norra Frankrike. Kommunen ligger i kantonen Thury-Harcourt som ligger i arrondissementet Caen. År 2022 hade Le Bô 126 invånare.

## Befolkningsutveckling
Antalet invånare i kommunen Le Bô
Referens: INSEE